# تپه آغشلو
تپه آغشلو مربوط به دوران پیش از تاریخ ایران باستان - دوران‌های تاریخی پس از اسلام است و در شهرستان خوی، بخش ولدیان، روستای آغشلو واقع شده و این اثر در تاریخ ۷ مهر ۱۳۸۱ با شمارهٔ ثبت ۶۱۸۷ به‌عنوان یکی از آثار ملی ایران به ثبت رسیده است.